# آنایاتوبا
آنایاتوبا (به پرتغالی: Anajatuba) یک سکونتگاه مسکونی در برزیل است که در مارانیائو واقع شده‌است.